# آرثر غريفين
آرثر غريفين (19 فبراير 1887 - 29 يونيو 1962) (بالإنجليزية: Arthur Griffin)‏ هو لاعب كريكت بريطاني (وحمل سابقاً جنسية المملكة المتحدة لبريطانيا العظمى وأيرلندا).